# Cordia fischeri
Cordia fischeri är en strävbladig växtart som beskrevs av Gürke. Cordia fischeri ingår i släktet Cordia, och familjen strävbladiga växter. Inga underarter finns listade i Catalogue of Life.